# Raúl Jiménez
Raúl Alonso Jiménez Rodríguez (Tepeji, 5 mei 1991) is een Mexicaans voetballer die doorgaans speelt als spits. In juli 2023 verruilde hij Wolverhampton Wanderers voor Fulham. Jiménez debuteerde in 2013 in het Mexicaans voetbalelftal.

## Clubcarrière
Jiménez doorliep vanaf zijn negende de jeugdopleiding van Club América. Hier debuteerde hij op 9 oktober 2011 in het eerste elftal, tijdens een 1–1-gelijkspel tegen Monarcas Morelia. Zijn eerste doelpunt maakte hij op 30 oktober van datzelfde jaar, tijdens een 2–3-nederlaag tegen Puebla. Na zijn terugkeer van de Olympische Spelen kreeg Jiménez vanaf 2012 een basisplaats, als tweede spits naast Cristian Benítez.
Jiménez tekende in augustus 2014 een zesjarig contract bij Atlético Madrid, dat circa tien miljoen euro voor hem betaalde. Hij speelde op 19 augustus zijn eerste wedstrijd voor Atlético, tegen Real Madrid (1–1) in het tweeluik om de Supercoppa. Atlético won over twee duels met 2–1. Jiménez speelde in 21 wedstrijden in de Primera División 2014/15 en maakte daarin één doelpunt: nadat hij op 27 september in een met 4–0 gewonnen wedstrijd tegen Sevilla na 76 minuten Mario Mandžukić verving, was hij dertien minuten later op aangeven van Koke de maker van het vierde doelpunt voor Atlético.
Jiménez tekende in augustus 2015 een contract tot medio 2020 bij Benfica, de kampioen van Portugal in het voorgaande seizoen. Dat betaalde een niet bekendgemaakt bedrag voor hem aan Atlético Madrid. In de zomer van 2018 werd Jiménez voor de duur van één seizoen verhuurd aan het naar de Premier League gepromoveerde Wolverhampton Wanderers.
Op 4 april 2019 werd aangekondigd dat Wolves de optie tot koop in het contract van Jiménez had gelicht. De club betaalde een recordbedrag van circa €38.000.000,- voor hem aan Benfica. Jiménez maakte op 27 april zijn dertiende Premier League-doelpunt en ging zodoende de boeken in als de Wolves-speler met de meeste doelpunten in één Premier League-seizoen. De Mexicaan werd op 15 mei 2019 door de ploeg uitgeroepen tot speler van het jaar. Medio 2023 verkaste Jiménez naar Fulham.

## Clubstatistieken
| Seizoen | Club                      | Competitie       | Competitie | Competitie | Beker | Beker | Internationaal | Internationaal | Totaal | Totaal |
| Seizoen | Club                      | Competitie       | Wed.       | Dlp.       | Wed.  | Dlp.  | Wed.           | Dlp.           | Wed.   | Dlp.   |
| ------- | ------------------------- | ---------------- | ---------- | ---------- | ----- | ----- | -------------- | -------------- | ------ | ------ |
| 2011/12 | Club América              | Liga MX          | 18         | 2          | 0     | 0     | —              | —              | 18     | 2      |
| 2012/13 | Club América              | Liga MX          | 39         | 14         | 5     | 0     | —              | —              | 44     | 14     |
| 2013/14 | Club América              | Liga MX          | 35         | 16         | 0     | 0     | 2              | 2              | 37     | 18     |
| 2014/15 | Club América              | Liga MX          | 4          | 4          | 0     | 0     | —              | —              | 4      | 4      |
| 2014/15 | Atlético Madrid           | Primera División | 21         | 1          | 6     | 0     | 1              | 0              | 28     | 1      |
| 2015/16 | Benfica                   | Primeira Liga    | 28         | 5          | 6     | 4     | 10             | 3              | 44     | 12     |
| 2016/17 | Benfica                   | Primeira Liga    | 19         | 7          | 3     | 0     | 6              | 1              | 28     | 8      |
| 2017/18 | Benfica                   | Primeira Liga    | 33         | 6          | 5     | 2     | 5              | 0              | 43     | 8      |
| 2018/19 | → Wolverhampton Wanderers | Premier League   | 38         | 13         | 6     | 4     | —              | —              | 44     | 17     |
| 2019/20 | Wolverhampton Wanderers   | Premier League   | 38         | 17         | 2     | 0     | 15             | 10             | 55     | 27     |
| 2020/21 | Wolverhampton Wanderers   | Premier League   | 10         | 4          | 1     | 0     | —              | —              | 11     | 4      |
| 2021/22 | Wolverhampton Wanderers   | Premier League   | 34         | 6          | 2     | 0     | —              | —              | 36     | 6      |
| 2022/23 | Wolverhampton Wanderers   | Premier League   | 15         | 0          | 5     | 3     | —              | —              | 20     | 3      |
| 2023/24 | Fulham                    | Premier League   | 24         | 7          | 5     | 0     | —              | —              | 29     | 7      |
| 2024/25 | Fulham                    | Premier League   | 36         | 11         | 5     | 2     | —              | —              | 41     | 13     |
| Totaal  | Totaal                    | Totaal           | 392        | 113        | 55    | 18    | 39             | 16             | 486    | 147    |

Bijgewerkt op 16 mei 2025.

## Interlandcarrière
Jiménez won in 2012 met Mexico het voetbaltoernooi van de Olympische Zomerspelen 2012. Hij debuteerde op 30 januari 2013 in het Mexicaans voetbalelftal . Op die dag werd met 1–1 gelijkgespeeld tegen Denemarken. De spits moest van bondscoach José Manuel de la Torre op de bank beginnen en viel in de tweede helft in voor Aldo de Nigris. In 2013 werd hij opgeroepen voor de Confederations Cup. Tijdens de eerste twee duels kwam hij als invaller binnen de lijnen en het laatste duel leverde hem een basisplaats op. Op 9 mei 2014 werd bekendgemaakt dat Jiménez onderdeel uitmaakte van de Mexicaanse selectie voor het wereldkampioenschap voetbal 2014 in Brazilië. Op dat toernooi, dat voor Mexico de achtste finale als eindpunt had, speelde Jiménez alleen mee in de groepswedstrijd tegen gastland Brazilië (0–0): na 84 minuten liet bondscoach Miguel Herrera hem Giovani dos Santos vervangen. In juni 2015 was Jiménez een van de vaste spelers in het elftal van Mexico op de Copa América 2015 in Chili. Mexico eindigde op de laatste plaats in de groepsfase. Jiménez maakte twee doelpunten, in de wedstrijd tegen het gastland (eindstand 3–3) en het afsluitende groepsduel tegen Ecuador (eindstand 1–2). Hij maakte een jaar later ook deel uit van de Mexicaanse ploeg op de Copa América Centenario en mocht één keer invallen op het WK 2018. Jiménez won met Mexico de Gold Cup 2019. Hij scoorde dat toernooi vijf keer, waaronder het enige doelpunt van de wedstrijd in de halve finale tegen Haïti.
In oktober 2022 werd Jiménez door bondscoach Gerardo Martino opgenomen in de voorselectie van Mexico voor het WK 2022. Tweeënhalve week later werd hij ook onderdeel van de definitieve selectie. Tijdens dit WK werd Mexico uitgeschakeld in de groepsfase na een gelijkspel tegen Polen, een nederlaag tegen Argentinië en een zege op Saoedi-Arabië. Jiménez kwam in alle drie duels in actie. Zijn toenmalige clubgenoten José Sá, Rúben Neves, Matheus Nunes (allen Portugal) en Hwang Hee-chan (Zuid-Korea) waren ook actief op het toernooi.

## Erelijst
| Competitie            |              |                  |              |              |
| Competitie            | Aantal       | Jaren            |              |              |
| Club América          | Club América | Club América     | Club América | Club América |
| --------------------- | ------------ | ---------------- | ------------ | ------------ |
| Primera División      | 1            | 2013 Clausura    |              |              |
| Atlético Madrid       |              |                  |              |              |
| Supercopa de España   | 1            | 2014             |              |              |
| Benfica               |              |                  |              |              |
| Primeira Liga         | 2            | 2016/17, 2017/18 |              |              |
| Taça de Portugal      | 1            | 2016/17          |              |              |
| Taça da Liga          | 1            | 2015/16          |              |              |
| Supertaça             | 2            | 2016, 2017       |              |              |
| Mexico                |              |                  |              |              |
| CONCACAF Gold Cup     | 1            | 2019             |              |              |
| Olympisch team Mexico |              |                  |              |              |
| Olympische Spelen     | 1            | 2012             |              |              |